# Marie z Coucy
Marie z Coucy (fr. Marie de Coucy, 1218? – 1285) byla skotská královna, manželka Alexandra II.

## Život
Marie se narodila z třetího manželství Enguerranda z Coucy, který svými sňatky rozmnožoval svá severofrancouzská panství a po matce odvozoval své příbuzenství s francouzskými králi. O Enguerrandově politickém významu svědčí Mariin sňatek se skotským králem Alexandrem II., uzavřený 15. května roku 1239 v Roxburghu. Marie manželovi porodila jednoho syna, jeho následníka Alexandra III. Manželství přineslo spojenectví mezi Skotskem a panstvím Coucy – po zbytek 13. století si vyměňovali vojáky i peníze. Její manžel zemřel v roce 1249, po deseti letech manželství.
O dva roky později se vrátila do Pikardie, ačkoliv Skotsko dál často navštěvovala. Jejím druhým manželem byl Jan z Brienne, nejvyšší číšník Francie, za kterého se vdala někdy před rokem 1257. Byla jeho druhou manželkou; spolu děti neměli, Jan z Brienne však měl z prvního manželství dceru Blanku.
Marie z Coucy zemřela v roce 1285.